# Infanteriet
Infanteriet (I) är ett truppslag inom den svenska armén som har verkat i olika former sedan 1634. Åren 2005–2021 var Livgardet det enda återstående förbandet inom truppslaget, men efter Dalregementets återetablering 2021 och Västernorrlands regementes återetablering 2022 ingår dessa åter i truppslaget.

## Historia
Infanteriet var fram till 2000 det största och äldsta truppslaget inom armén. Enligt 1634 års regeringsform skulle det indelta infanteriet bestå av 20 regementen till fot, varav sju av dessa regementen skulle finnas i Finland. I 1634 års regeringsform fastställdes den svenska regementetsindelningen, där det angavs att armén skulle bestå av 28 regementen till häst och fot, med fördelningen av åtta till häst och 20 till fot, varav sju av dessa regementen skulle finnas i Finland. De indelta och roterande regementena namngavs efter län eller landskap, medan de värvade regementena uppkallades efter sin chef. Regeringsformen angav Upplands regemente som det första i ordningen. Dock blev det ett nummer som aldrig användes, annat än för att ange regementets plats, enligt den då gällande rangordning.
Utöver de indelta regementen tillkom även värvade regementen till fot. Antalet regementen kom att variera under 1700- och 1800-talet och en bit in på 1900-talet, som max fanns det ett 30-tal förband som tillhörde truppslaget. Vid två tillfällen under 1700-talet kom truppslaget att drabbas av två större reduceringar. Dels genom Kapitulationen vid Perevolotjna, men även vid Stenbocks kapitulation vid Tönnigen, då stora delar av den svenska armén gick i fångenskap och regementena fick sättas upp på nytt i Sverige.
Den rangordning som hade fastställts i 1634 års regeringsform började halta och skapa luckor efter freden i Fredrikshamn den 17 september 1809, då Finland tillföll Ryssland och de svenska regementen i Finland upplöstes. Därmed fanns det ett behov med att skapa ett nytt system. Under kronprins Karl Johans tid infördes 1816 ett nytt numreringssystem, där de svenska regementena genom en generalorder den 26 mars 1816 tillfördes ett officiellt ordningsnummer, till exempel № 22 Värmlands regemente. Till grund för numreringen låg inte bara ett regementes status, utan också de svenska landskapens inbördes ordning, samt att Svealand, Götaland och Norrland skulle varvas. De lägsta ordningsnumren tilldelades "liv- och hustrupperna". Dessa nummer hade dock ingenting med rangordningen att göra, vilket bland annat framgår av gamla förteckningar där infanteri- och kavalleriförband är blandade just med hänsyn till rang och värdighet.
Genom 1901 års härordning fastställdes att tillgång till trupp skulle regleras genom allmän värnplikt, vilket bland annat resulterade i att infanteriregementena utökades med en bataljon och kom att omfatta tre infanteribataljoner. I samband med den mobiliseringen som gjordes vid krigsutbrottet 1914 organiserades linjeregementet I 10. I likhet med övriga infanteriregementen skulle också ett reservregemente sättas upp, dock kom dessa aldrig att mobiliseras. Under mellankrigstiden räckte dock inte personalen till för att mobilisera såväl ett linje- som ett reservregemente, varav reservregementena utgick ur organisationen. 
I samband med 1914 års härordning justerades 1914 samtliga ordningsnummer inom armén. För till exempel Värmlands regemente innebar det att regementet blev tilldelad beteckningen I 22. Justeringen av beteckningen gjordes för att särskilja regementen och kårer mellan truppslagen. Det med bakgrund till att namn och nummer som till exempel № 3 Livregementets grenadjärkår och № 3 Livregementets husarkår kunde förefalla egendomliga för den som inte kände till att förbanden ifråga tillhörde skilda truppslag.
I och med genomförandet av 1925 års försvarsbeslut bröts väsentliga delar av det tidigare rangordningssystemet sönder, något som även fortsatte med 1936 års försvarsbeslut. Detta skedde genom att truppförband med höga stamnummer flyttades in i låga nummer som blivit vakanta efter avvecklade eller sammanslagna regementen och därvid även fick tillgodoräkna rang i enlighet med platsen i nummerserien.
Vid 1925 års försvarsbeslut reducerades antalet regementen med fem samt att de kvarvarande regementena reducerades till att omfatta max två bataljoner. För arméns del beslöts det att vissa infanteriregementen skulle delas upp i en infanteri- respektive en stridsvagnsbataljon. Genom försvarsbeslutet 1936 beslutades att bataljonerna vid Skaraborgs regemente och Södermanlands regemente (I 10) skulle fördelas till en infanteri- respektive en stridsvagnsbataljon. År 1942 överfördes dessa två regementen till det nybildade truppslaget pansartrupperna. Vid samma tidpunkt kom samtliga infanteriförband att sätta upp ett dubbleringsregemente. Detta gällde dock inte Värmlands regemente, Gotlands infanteriregemente och Norrbottens regemente. År 1943 kom fick infanteriet och kavalleriet gemensam truppslagsinspektör.
Genom försvarsbeslutet 1948 kom arméns och infanteriets fältregementen att omorganiseras till infanteribrigader. Totalt kom 35 infanteribrigader att sättas upp åren 1949–1951, vilka  i viss mån övertog fältregementets namn och numrering. Till exempel fältregementet Livregementets grenadjärer (I 3) blev Livbrigaden (IB 3) och Nerikes regemente (I 33) blev Närkebrigaden (IB 33). Åren 1963–1988 motoriserades tio brigader med banddrivna fordon i högre uträckning mot de övriga brigaderna och antog en brigadorganisation benämnd Norrlandsbrigad. Norrlandsbrigaden var organiserad för klara klimatet och geografin i Norrland på ett bättre sätt än den vanliga infanteribrigaden. De brigader som omorganiserades till Norrlandsbrigad fick ny beteckning, till exempel Norrbottensbrigaden (IB 19) kom att benämnas Norrbottensbrigaden (NB 19). 
Infanteriets organisation fortlevde i stort sett intakt fram till försvarsutredning 1988 då det beslutades att samtliga brigader av organisationstypen IB 66 skulle upplösas och utgå. Genom samma försvarsutredningen beslutades även att truppslagsinspektörerna med truppslagsavdelningar vid Arméstaben skulle bilda truppslagscentrum tillsammans med arméns strids- och skjutskolor samt övriga truppslagsskolor. Vid infanteriet och kavalleriet, som hade gemensam truppslagsinspektör, bildades Arméns infanteri- och kavallericentrum.
Reduceringen av truppslaget fortsatte genom försvarsbeslutet 1992, vilket även angav att brigaderna skulle avskiljas från regementena och bilda egna kaderorganiserade förband. År 1995 sammanslogs Arméns infanteri- och kavallericentrum med Arméns pansarcentrum och bildade Arméns brigadcentrum, vilket även resulterade i att infanteriet, kavalleriet och pansartrupperna fick en gemensam truppslagsinspektör.
Efter försvarsbeslutet 1996 omfattade truppslaget nio regementen och sju brigader. Vidare kom arméns samtliga truppslagscentrum att avvecklas och dess uppgifter övertogs av nybildade Armécentrum. Därmed fick samtliga truppslag inom armén en gemensam inspektör benämnd generalinspektör för armén. Genom försvarsbeslutet 2000 reducerades infanteriet så det endast återstod två regementen, vilka i praktiken bestod av flera truppslag. Så praktiken var det endast två infanteribataljoner, Gardesbataljonen och Jämtlands infanteribataljon. Efter försvarsbeslutet 2004 återstod endast Livgardet med Gardesbataljonen inom truppslaget.
Genom försvarsbeslutet 2020 beslutades om en tillväxt av Försvarsmakten, där två infanteriregementen skulle återetableras, Dalregementet i Falun, Västernorrlands regemente i Sollefteå med utbildningsdetachement Jämtlands fältjägarkår i Östersund. Vid planeringen av Försvarsmaktens tillväxt betraktade man att de nya organisationsenheterna ur traditionssynpunkt blev återetableringar. Återetableringen möjliggjordes bland annat av att traditioner vid tidigare nedlagda enheter har förts vidare av andra förband. Vid upprättandet av hemvärnet som stridskraft angavs att traditioner från tidigare regementen kunde föras av hemvärnsbataljonerna, men vid en återetablering skulle återförs dessa till sitt eget regemente. De organisationsenheter som tillkom genom försvarsbeslutet 2020, är en direkt fortsättning av sina föregångare. Förbandens kortbenämningar har bevarats och Försvarsmakten övervägde aldrig att genomföra en revidering av ordningsnumren i likhet med den revidering som genomfördes 1928 i samband med 1925 års försvarsbeslut.

## Ingående enheter
Från och med försvarsbeslutet 2004 omfattas truppslaget endast av en bataljon vid Livgardet. Även om Hemvärnet sedan 2013 består av 40 bataljoner, vilka motsvarar lätta skyttebataljoner, så tillhör de formellt inte infanteriet.

## Tidigare ingående enheter

### 1634
Genom 1634 års regeringsform upptog 20 infanteriregementen. Där 13 regementen skulle sättas upp i Sverige och i Finland (den östra rikshalvan) skulle sju regementen sättas upp i ståndsordning.

1. Upplands regemente
2. Skaraborgs regemente
3. Åbo läns infanteriregemente
4. Södermanlands regemente
5. Kronobergs och Jönköpings regemente [c]
6. Björneborgs regemente
7. Dalregementet
8. Östgöta regemente
9. Tavastehus regemente
10. Hälsinge regemente
11. Älvsborgs regemente
12. Västgöta-Dals regemente
13. Viborgs regemente
14. Savolax regemente
15. Västmanlands regemente
16. Västerbottens regemente
17. Kalmar regemente
18. Nylands regemente
19. Närke-Värmlands regemente
20. Österbottens regemente

### 1700
Inför det stora nordiska kriget mönstrade den svenska armén 22 indelta regementen till fot. Dessa regementen var så kallade landskapsregementen, vilka uppsattes med hjälpa av rotering genom indelningsverket. Vid Kapitulationen vid Perevolotjna samt Stenbocks kapitulation vid Tönnigen föll flertalet av regementen i rysk och dansk fångenskap. En del regementen, som till exempel Jönköpings regemente hade decimerats inför slaget vid Poltava att efter slaget så återstod knappt något alls av regementet. Under det stora nordiska kriget fick flera av regementena sättas upp på nytt mer än en gång. Till exempel som Södermanlands regemente som fick sättas upp på nytt både 1710 och 1714.
1. Upplands regemente   †
2. Skaraborgs regemente
3. Åbo läns infanteriregemente
4. Södermanlands regemente
5. Kronobergs regemente
6. Jönköpings regemente   †
7. Björneborgs regemente
8. Dalregementet
9. Östgöta regemente
10. Tavastehus regemente
11. Hälsinge regemente
12. Älvsborgs regemente
13. Västgöta-Dals regemente
14. Viborgs regemente
15. Savolax regemente
16. Västmanlands regemente
17. Västerbottens regemente
18. Kalmar regemente
19. Nylands regemente
20. Närke-Värmlands regemente
21. Österbottens regemente
22. Jämtlands dragonregemente [d]

### 1810
Efter freden i Fredrikshamn den 17 september 1809 kom de indelta regementen till fot att omfatta 15 regementen, sju regementen i Finland upplöstes.

#### Regementen
1. Upplands regemente
2. Skaraborgs regemente
3. Vakant
4. Södermanlands regemente
5. Kronobergs regemente
6. Jönköpings regemente
7. Vakant
8. Dalregementet
9. Vakant
10. Vakant
11. Hälsinge regemente
12. Älvsborgs regemente
13. Västgöta-Dals regemente
14. Vakant
15. Vakant
16. Västmanlands regemente
17. Västerbottens regemente
18. Kalmar regemente
19. Vakant
20. Närke-Värmlands regemente
21. Vakant
22. Jämtlands infanteriregemente

#### Kungl. Maj:ts Liv- och Hustrupper
Från 1790 bildades gardesregementen, vilka dock i huvudsak var så kallade värvade regementen till fot. Från 1902 kom även dessa att sättas upp genom värnplikt.

1. Svea livgarde
2. Andra gardesregementet
3. Livregementets grenadjärkår
4. Livgrenadjärregementet [e]

### 1816
Den 26 mars 1816 utfärdades en generalorder med att ett nytt nummersystem officiellt infördes i svenska armen. Vidare hade det tillkommit två regementen i Skåne, båda uppsatta 1811 och avsedda att i någon mån fylla tomrummet efter de truppförband som försvunnit genom förlusten av Finland.

1. Svea livgarde
2. Andra livgardet
3. Livregementets grenadjärkår
4. Första livgrenadjärregementet
5. Andra livgrenadjärregementet
6. Västgöta regemente
7. Smålands dragonregementes infanteribataljon
8. Upplands regemente
9. Skaraborgs regemente
10. Södermanlands regemente
11. Kronobergs regemente
12. Jönköpings regemente
13. Dalregementet
14. Hälsinge regemente
15. Älvsborgs regemente
16. Västgöta-Dals regemente
17. Bohusläns regemente
18. Västmanlands regemente
19. Västerbottens regemente
20. Kalmar regemente
21. Närke regemente
22. Värmlands regemente
23. Jämtlands infanteriregemente
24. Norra skånska infanteriregementet
25. Södra skånska infanteriregementet
26. Värmlands fältjägarregemente
27. Gotlands nationalbeväring
28. Hallands läns första infanteribataljon

### 1902
Genom försvarsreformen 1901 fastslogs att infanteriet skulle bestå av 28 regementen. Vidare avvecklades Indelningsverket helt och ersattes med värnplikt.

1. Svea livgarde
2. Göta livgarde
3. Livregementet till fot
4. Första livgrenadjärregementet
5. Andra livgrenadjärregementet
6. Västgöta regemente
7. Karlskrona grenadjärregemente
8. Upplands regemente
9. Skaraborgs regemente
10. Södermanlands regemente
11. Kronobergs regemente
12. Jönköpings regemente
13. Dalregementet
14. Hälsinge regemente
15. Älvsborgs regemente
16. Hallands regemente
17. Bohusläns regemente
18. Västmanlands regemente
19. Norrbottens regemente
20. Västerbottens regemente
21. Kalmar regemente
22. Värmlands regemente
23. Jämtlands fältjägarregemente
24. Norra skånska infanteriregementet
25. Södra skånska infanteriregementet
26. Vaxholms grenadjärregemente
27. Gotlands infanteriregemente
28. Västernorrlands regemente

### 1928
Genom försvarsbeslutet 1925 fastslogs att infanteriet skulle bestå av 22 regementen. Samtidigt fick fem regementen ny beteckning, då de övertog beteckning i en lägre serie från ett regemente som utgått.

1. Svea livgarde
2. Göta livgarde
3. Livregementets grenadjärer
4. Livgrenadjärregementet
5. Jämtlands fältjägarregemente
6. Norra skånska infanteriregementet
7. Södra skånska infanteriregementet
8. Upplands regemente
9. Skaraborgs regemente
10. Södermanlands regemente
11. Kronobergs regemente
12. Jönköpings-Kalmar regemente
13. Dalregementet
14. Hälsinge regemente
15. Älvsborgs regemente
16. Hallands regemente
17. Bohusläns regemente
18. Gotlands infanterikår
19. Norrbottens regemente
20. Västerbottens regemente
21. Västernorrlands regemente
22. Värmlands regemente

### 1942
Genom försvarsbeslutet 1942 fastslogs att infanteriet skulle bestå av 21 regementen. Två regementen Skaraborgs- och Södermanlands regemente överfördes till det nya truppslaget pansartrupperna. Som en del i den svenska beredskapen under andra världskriget kom kvarvarande infanteriregementen i regel att uppsätta ett dubbleringsregemente. Dubbleringsregementet erhöll det ordinarie regementets nummer plus 30, till exempel fick Svea livgardes dubbleringsregemente nummer 31.

#### Regementen
1. Svea livgarde
2. Värmlands regemente
3. Livregementets grenadjärer
4. Livgrenadjärregementet
5. Jämtlands fältjägarregemente
6. Norra skånska infanteriregementet
7. Södra skånska infanteriregementet
8. Upplands regemente
9. Vakant
10. Vakant
11. Kronobergs regemente
12. Jönköpings-Kalmar regemente
13. Dalregementet
14. Hälsinge regemente
15. Älvsborgs regemente
16. Hallands regemente
17. Bohusläns regemente
18. Gotlands infanterikår
19. Norrbottens regemente
20. Västerbottens regemente
21. Västernorrlands regemente

#### Dubbleringsregemente
- 31. Stockholms infanteriregemente
- 32. Vakant
- 33. Nerikes regemente
- 34. Östgöta infanteriregemente
- 35. Härjedalens regemente
- 36. Vakant
- 37. Malmöhus regemente
- 38. Roslagens regemente
- 39. Vakant
- 40. Vakant
- 41. Södra Smålands regemente
- 42. Norra Smålands regemente
- 43. Kopparbergs regemente
- 44. Gästriklands regemente
- 45. Västgöta regemente
- 46. Varbergs regemente
- 47. Göteborgs regemente
- 48. Vakant
- 49. Vakant
- 50. Lapplands regemente
- 51. Ångermanlands regemente

### 1949
Genom försvarsbeslutet 1948 fastslogs att infanteriet skulle bestå av 21 regementen.

#### Regementen
1. Svea livgarde
2. Värmlands regemente
3. Livregementets grenadjärer
4. Livgrenadjärregementet
5. Jämtlands fältjägarregemente
6. Norra skånska infanteriregementet
7. Södra skånska infanteriregementet
8. Upplands regemente
9. Vakant
10. Vakant
11. Kronobergs regemente
12. Jönköpings-Kalmar regemente
13. Dalregementet
14. Hälsinge regemente
15. Älvsborgs regemente
16. Hallands regemente
17. Bohusläns regemente
18. Gotlands infanterikår
19. Norrbottens regemente
20. Västerbottens regemente
21. Västernorrlands regemente

#### Brigader
1. Gula brigaden
2. Värmlandsbrigaden
3. Livbrigaden
4. Grenadjärbrigaden
5. Vakant
6. Vakant
7. Vakant
8. Vakant
9. Vakant
10. Södermanlandsbrigaden [f]
11. Kronobergsbrigaden
12. Jönköpingsbrigaden
13. Dalabrigaden
14. Gästrikebrigaden
15. Västgötabrigaden
16. Hallandsbrigaden
17. Bohusbrigaden
18. Gotlandsbrigaden
19. Norrbottensbrigaden [g]
20. Västerbottensbrigaden
21. Ådalsbrigaden
22. Vakant
23. Vakant
24. Vakant
25. Fältjägarbrigaden
26. Kristianstadsbrigaden [h]
27. Vakant
28. Upplandsbrigaden
29. Vakant
30. Vakant
31. Vakant
32. Vakant
33. Närkebrigaden
34. Östgötabrigaden
35. Härjedalsbrigaden
36. Vakant
37. Skånebrigaden
38. Västmanlandsbrigaden
39. Upplandsbrigaden
40. Vakant
41. Blekingebrigaden
42. Kalmarbrigaden
43. Kopparbergsbrigaden
44. Hälsingebrigaden
45. Älvsborgsbrigaden [i]
46. Västkustbrigaden
47. Göteborgsbrigaden
48. Vakant
49. Vakant
50. Lapplandsbrigaden
51. Ångermanlandsbrigaden

### 1994
Genom försvarsbeslutet 1992 fastslogs att infanteriet skulle bestå av 14 regementen. Vidare fastslogs att avskilja brigaderna från regementena, för att bilda tio kaderorganiserade krigsförband. Norrbottens regemente överfördes till pansartrupperna, men behöll sin beteckning. Försvarsbeslutet var det första försvarsbeslutet som påverkade infanteriet i en större omfattning av truppslaget. 

#### Regementen
1. Svea livgarde
2. Värmlands regemente
3. Livregementets grenadjärer
4. Livgrenadjärregementet
5. Jämtlands fältjägarregemente
6. Vakant
7. Vakant
8. Vakant
9. Vakant
10. Vakant
11. Kronobergs regemente
12. Norra Smålands regemente
13. Dalregementet
14. Hälsinge regemente
15. Älvsborgs regemente
16. Hallands regemente
17. Vakant
18. Vakant
19. Vakant
20. Västerbottens regemente
21. Västernorrlands regemente
22. Lapplands jägarregemente

#### Brigader
1. Livgardesbrigaden
2. Värmlandsbrigaden
3. Vakant
4. Livgrenadjärbrigaden
5. Fältjägarbrigaden
6. Vakant
7. Vakant
8. Vakant
9. Vakant
10. Vakant
11. Vakant
12. Smålandsbrigaden
13. Dalabrigaden
14. Vakant
15. Älvsborgsbrigaden
16. Hallandsbrigaden
17. Vakant
18. Vakant
19. Vakant
20. Lapplandsbrigaden
21. Ångermanlandsbrigaden

### 1998
Genom försvarsbeslutet 1996 fastslogs att infanteriet skulle bestå av nio regementen och sju brigader, varav tre var så kallad Norrlandsbrigad.

#### Regementen
1. Svea livgarde
2. Värmlands regemente
3. Livregementets grenadjärer
4. Vakant
5. Vakant
6. Vakant
7. Vakant
8. Vakant
9. Vakant
10. Vakant
11. Vakant
12. Smålands regemente
13. Dalregementet
14. Vakant
15. Vakant
16. Hallands regemente
17. Vakant
18. Vakant
19. Vakant
20. Västerbottens regemente
21. Västernorrlands regemente
22. Lapplands jägarregemente

#### Brigader
1. Livgardesbrigaden
2. Värmlandsbrigaden
3. Vakant
4. Vakant
5. Fältjägarbrigaden
6. Vakant
7. Vakant
8. Vakant
9. Vakant
10. Vakant
11. Vakant
12. Smålandsbrigaden
13. Dalabrigaden
14. Vakant
15. Vakant
16. Hallandsbrigaden
17. Vakant
18. Vakant
19. Vakant
20. Vakant
21. Ångermanlandsbrigaden

### 2000–2004
Genom försvarsbeslutet 2000 fastslogs att infanteriet skulle bestå av två regementen, brigaderna utgick samtidigt som kaderorganiserade krigsförband.
- Livgardet
  - Gardesbataljonen
- Jämtlands fältjägarregemente
  - Jämtlands infanteribataljon

### 2005–2010
- Livgardet
  - Gardesbataljonen

### 2010–2020
- Livgardet
  - 12. motoriserade skyttebataljonen

### 2021–nutid
- Livgardet
  - 12. motoriserade skyttebataljonen
- Dalregementet
- Västernorrlands regemente
  - Jämtlands fältjägarkår

## Inspektörer för infanteriet
Åren 1914–1943 infanteriet en egen truppslagsinspektör, åren 1943–1995 hade infanteriet gemensam inspektör med kavalleriet. Vilken åren 1991–1995 även var förbandschef för Arméns infanteri- och kavallericentrum. Åren 1995–1998 hade infanteriet och kavalleriet gemensam inspektör med  pansartrupperna, vilken även var förbandschef för Brigadcentrum. Från 1998 utgick befattningen truppslagsinspektör, för istället samla alla truppslag inom armén under en gemensam arméinspektör.

- 1914–1919: Generallöjtnant Lars Tingsten
- 1919–1922: Generallöjtnant Erik Bergström
- 1922–1926: Generallöjtnant Pehr Hasselrot
- 1926–1933: Generalmajor Carl A:son Sjögreen
- 1933–1936: Generalmajor Olof Thörnell
- 1936–1942: Generalmajor Martin Hanngren
- 1942–1943: Överste Sven Ryman
- 1943–1944: Överste Sven Ryman
- 1944–1946: Överste Viking Tamm
- 1946–1947: Överste Gunnar Berggren
- 1947–1951: Överste Alf Meyerhöffer
- 1951–1958: Överste Gustaf D:son Aschan
- 1958–1964: Överste Per Lindencrona
- 1964–1971: Överste Olof Rudqvist
- 1971–1972: Överste Iwan Hörnquist
- 1972–1978: Överste 1. Sten Ljungqvist
- 1978–1980: Överste 1. Iwan Hörnquist
- 1980–1984: Överste 1. Lennart Tollerz
- 1984–1991: Överste 1. Leif Kesselmark
- 1991–199?: Överste 1. Markku Sieppi
- 1994–1995: Överste Christer Svensson
- 1995–1997: Överste 1. Alf Sandqvist [j]